# 杉本正彦
杉本 正彦（すぎもと まさひこ、1951年〈昭和26年〉12月13日 - ）は、日本の海上自衛官。第30代海上幕僚長。
富山県出身。長田博以来23年ぶりとなる自衛艦隊司令官を経ての海上幕僚長就任。剣道教士七段。

## 略歴
1974年（昭和49年）3月：防衛大学校本科第18期卒業、海上自衛隊入隊。
1985年（昭和60年）7月：3等海佐。1988年（昭和63年）7月：2等海佐。
1992年（平成04年）8月：護衛艦「はるゆき」艦長。1993年（平成05年）1月：1等海佐に昇任。1994年（平成06年）8月1日：海上幕僚監部防衛部装備体系課艦船体系班長。1996年（平成08年）8月20日：第47護衛隊司令。
1997年（平成09年）3月24日：第6護衛隊司令。12月8日：統合幕僚会議事務局第3幕僚室教育訓練調整官兼教育訓練班長。1999年（平成11年）3月29日：統合幕僚会議事務局第3幕僚室運用計画調整官兼総括班長。
2001年（平成13年）1月11日：海将補に昇任、護衛艦隊司令部幕僚長。12月3日：第3護衛隊群司令（在任中、インド洋派遣海上支援部隊に第2次派遣部隊指揮官として参加）。
2002年（平成14年）12月2日：練習艦隊司令官。2004年（平成16年）3月29日：海上幕僚監部監理部長（現総務部長）。2005年（平成17年）7月28日：海将に昇任、潜水艦隊司令官に就任。2007年（平成19年）11月2日：第36代 呉地方総監に就任。2009年（平成21年）7月21日：第43代 自衛艦隊司令官に就任。2010年（平成22年）7月26日：第30代 海上幕僚長に就任。
2012年（平成24年）7月26日：たちかぜ自衛官いじめ自殺事件における情報隠蔽を見過ごした責任を問われ、森本敏防衛大臣（当時）より口頭注意処分を受け退官。
2014年（平成26年）11月：剣道六段昇段。2020年（令和02年）6月11日：水交会理事長。2021年（令和03年）2月：剣道七段昇段。2022年（令和04年）4月29日：瑞宝重光章受章。2023年（令和05年）5月：剣道教士。

## 栄典
- 瑞宝重光章 - 2022年（令和4年）4月29日[6]